# سفارة كوريا الجنوبية في سنغافورة
سفارة كوريا الجنوبية في سنغافورة هي أرفع تمثيل دبلوماسي لدولة كوريا الجنوبية لدى سنغافورة. تقع السفارة في وهي تهدف لتعزيز المصالح الكورية جنوبية في سنغافورة.

## وصلات خارجية
- قائمة سفارات كوريا الجنوبية
- قائمة السفارات في سنغافورة